# Klubi Futbollit Laçi 2012-2013

## Rosa
| N. |                               | Ruolo | Calciatore             |
| -- | ----------------------------- | ----- | ---------------------- |
| 1  | Albania (bandiera)            | P     | Bledar Vashaku         |
| 2  | Albania (bandiera)            | C     | Elton Doku             |
| 4  | Croazia (bandiera)            | D     | Stipe Buljan           |
| 5  | Albania (bandiera)            | D     | Henri Ndreka           |
| 6  | Albania (bandiera)            | D     | Saimir Kastrati        |
| 7  | Albania (bandiera)            | C     | Elio Shazivari         |
| 8  | Albania (bandiera)            | C     | Kleo Laska             |
| 9  | Albania (bandiera)            | A     | Bledar Marashi         |
| 10 | Albania (bandiera)            | C     | Erjon Vuçaj (capitano) |
| 11 | Albania (bandiera)            | D     | Taulant Sefgjinaj      |
| 13 | Albania (bandiera)            | C     | Roland Bushi           |
| 14 | Albania (bandiera)            | A     | Albjon Blloku          |
| 15 | Serbia (bandiera)             | D     | Borko Milenković       |
| 18 | Albania (bandiera)            | C     | Mishel Bilibashi       |
| 19 | Albania (bandiera)            | A     | Valdan Nimani          |
| 20 | Macedonia del Nord (bandiera) | A     | Burhan Emurlai         |
| 21 | Albania (bandiera)            | D     | Emiliano Çela          |

| N. |                    | Ruolo | Calciatore      |
| -- | ------------------ | ----- | --------------- |
| 22 | Albania (bandiera) | C     | Alfred Zefi     |
| 23 | Albania (bandiera) | C     | Edison Xhixha   |
| 24 | Albania (bandiera) | C     | Arsen Halili    |
| 25 | Albania (bandiera) | C     | Xhevahir Hasaj  |
| 28 | Albania (bandiera) | C     | Klevis Hoti     |
| 31 | Albania (bandiera) | P     | Edvan Bakaj     |
| 33 | Albania (bandiera) | C     | Sadush Danaj    |
| -  | Albania (bandiera) | P     | Eduin Ujka      |
| -  | Albania (bandiera) | D     | Antonio Marku   |
| -  | Albania (bandiera) | D     | Erjon Hoti      |
| -  | Albania (bandiera) | C     | Oriand Abazaj   |
| -  | Albania (bandiera) | C     | Igli Tuçi       |
| -  | Albania (bandiera) | C     | Eni Imami       |
| -  | Albania (bandiera) | A     | Arbër Haliti    |
| -  | Albania (bandiera) | A     | Salvador Gjonaj |
| -  | Albania (bandiera) | A     | Daniel Jubani   |